# NEC SX-8

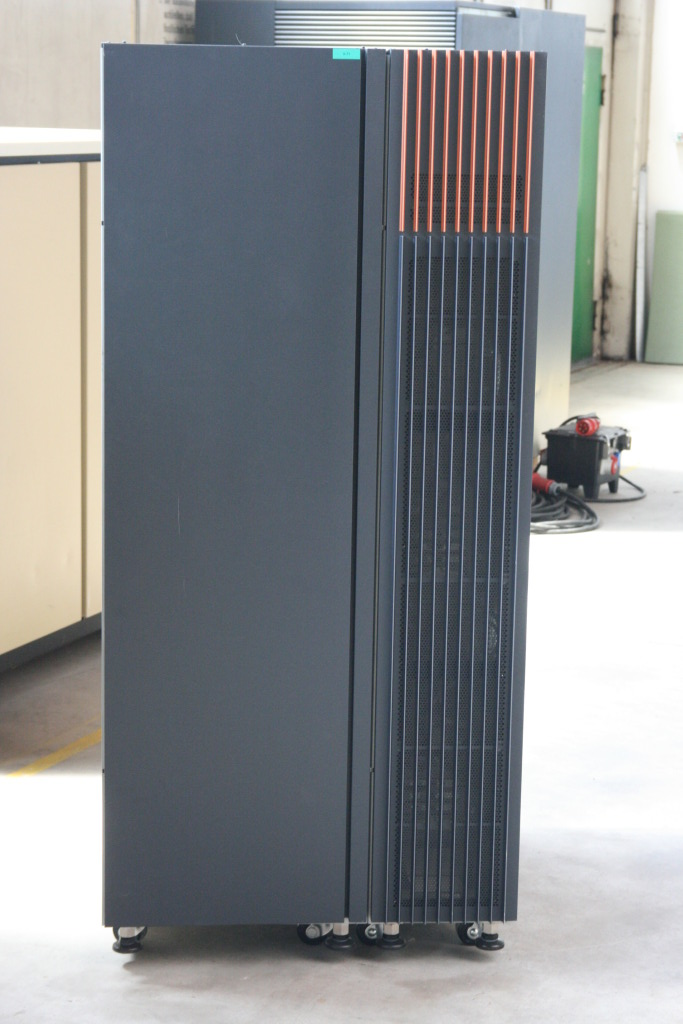
Vue de face du NEC SX-8

Le SX-8 est le dernier modèle de la série SX des supercalculateurs NEC.
Annoncé le 20 octobre 2004, le SX-8 est dans la lignée technologique des calculateurs précédents de la série. Il s'agit d'un calculateur vectoriel, destiné aux applications de calcul traitant de très grandes quantités de données, comme la simulation météorologique ou environnementale ou celle des collisions automobiles. La puissance théorique de la configuration maximale, 4096 processeurs, serait de 64 téraFLOPS (64 000 milliards d'opérations par seconde).
Par rapport au modèle précédent, le SX-6, le SX-8 est plus rapide, plus compact et consomme moins d'énergie.
Ce nouveau calculateur est annoncé au moment où la course aux supercalculateurs est relancée par Silicon Graphics et IBM avec leurs systèmes Columbia et Blue gene/L, qui ont ravi au précédent système NEC, le Earth Simulator, le titre de calculateur le plus rapide du monde qu'il détenait depuis deux ans et demi.

## Caractéristiques
- processeur : modèle spécial NEC, vectoriel, 2 GHz, sur un seul circuit intégré (CMOS).
- système d'exploitation : SUPER-UX, variante de l'unix System V.

performances par processeur
- vitesse : 16 gigaFLOPS
- mémoire vive : 16 gigabits
- accès mémoire : 256 gigabits par seconde

performances du système maximal, 512 unités de 8 processeurs
- vitesse : 64 téraFLOPS
- mémoire vive : 64 térabits
- accès mémoire : 262 térabits par seconde